# Atherigona naqvii
Atherigona naqvii este o specie de muște din genul Atherigona, familia Muscidae, descrisă de Steyskal în anul 1966. Conform Catalogue of Life specia Atherigona naqvii nu are subspecii cunoscute.